# Mary Dickens
Mary Angela Dickens, soprannominata Mamie (Londra, 6 marzo 1838 – Farnham Royal, 23 luglio 1896), fu la maggiore delle figlie del romanziere britannico Charles Dickens e di sua moglie Catherine. Scrisse un libro di ricordi sul proprio padre e, insieme alla zia Georgina Hogarth, fu curatrice della prima raccolta di lettere di Dickens.

## Biografia
"Mamie" Dickens nacque nella casa dei Dickens di Doughty Street, a Londra (oggi Charles Dickens Museum).  Le fu dato nome "Mary" in memoria di Mary Hogarth, sorella di Catherine Dickens, morta nel 1837 nella stessa casa.  Ebbe come padrino John Forster, amico e poi biografo di Dickens.  Non si sposò mai; pare che avesse ricevuto una proposta di matrimonio ma l'avesse rifiutata a causa del parere negativo di suo padre.  Anche a causa di questa condizione ebbe spesso a soffrire di depressione.  Recitò in numerose commedie amatoriali dirette dal padre, inclusa The Lighthouse di Wilkie Collins, in cui lo stesso Dickens recitò una parte.
Hans Christian Andersen, che visitò la famiglia Dickens a Gads Hill Place nel 1857, descrisse Mamie come molto simile a sua madre. Peter Ackroyd disse di lei che era "...piuttosto sentimentale, ma di spirito elevato e con un grande amore per quella che si potrebbe chiamare la vita della società londinese.  Sembra che si sia legata a suo padre con un affetto quasi cieco; certamente, non si sposò mai, e di tutti i figli di Dickes, lei fu quella che gli rimase più vicina negli ultimi anni della sua vita."
Mamie era certamente più legata a suo padre che a sua madre, e quando i due si separarono, lei e sua sorella Katey rimasero con Dickens, cosa che fu percepita come anomala dalla società londinese dell'epoca e causò loro un certo isolamento sociale.  In effetti, dopo quella scelta, Mamie non vide più sua madre fino alla morte di Dickens, nel 1870.  
Dopo la morte di Dickens, Mamie visse col fratello Henry e la zia Georgina Hogarth; con Georgina Mamie curò due volumi delle lettere di Dickens, pubblicati nel 1880.  In seguito ebbe dei dissapori con la famiglia e di gran parte dei suoi ultimi anni restano pochi ricordi.  Nel 1886 scrisse una raccolta di ricordi su suo padre, My Father as I Recall Him.
Morì nel 1896 a Farnham Royal nel Buckinghamshire, ed è sepolta vicino alla sorella Kate a Sevenoaks.